# Arthur Richel
Arthur Richel (* 27. September 1868 in Herforst; † 20. Juni 1940 in Frankfurt am Main) war ein deutscher Bibliothekar.

## Wirken
Nach seiner Reifeprüfung im Jahre 1888 in Birkenfeld studierte Arthur Richel Evangelische Theologie, Geschichte und Orientalistik an den Universitäten Halle, Bonn und Straßburg. 1892 promovierte er an der Universität Halle und legte dort zugleich die theologische Abschlussprüfung ab. Von 1895 bis 1933 war er im wissenschaftlichen Bibliotheksdienst tätig, zunächst bis 1901 an der Stadtbibliothek Aachen. Wegen seiner evangelischen Konfession gab es in Aachen Auseinandersetzungen, so dass Richel 1901 als Bibliothekar an die Stadtbibliothek Frankfurt am Main wechselte und dort die Frankfurter Abteilung leitete. Während des Ersten Weltkriegs war er von 1914 bis 1916 im Kriegsdienst. 1919 wurde er zum Professor ernannt. Richel erarbeitete verschiedene Kataloge der Frankfurter Bibliothek und veröffentlichte darüber hinaus vor allem über Frankfurter Orts- und Familiengeschichte. Sein Nachfolger an der Frankfurter Stadtbibliothek wurde Robert Diehl (1891–1958).

## Schriften
- Uebergang des arelatischen Erzkanzleramtes auf das Erzbistum Trier. Kaemmerer, Halle/S. 1892 (Dissertation Universität Halle/S) (Digitalisat).
- Astrologische Volksschriften der Aachener Stadtbibliothek. In: Zeitschrift des Aachener Geschichtsvereins, Bd. 19 (1897), S. 49–93.
- Zur Geschichte des Puppentheaters in Deutschland im 18. Jahrhundert. In: Zeitschrift des Aachener Geschichtsvereins, Bd. 19 (1897), S. 142–146.
- (Mitarb.): Quellen und Studien zur Geschichte der Hexenprozesse (= Beiträge zur Kulturgeschichte, Bd. 2). Felber, Weimar 1898.
- Die Denkmünzen auf den Aachener Frieden von 1748. In: Zeitschrift des Aachener Geschichtsvereins, Bd. 21 (1898), S. 195–215.
- Zwei Hexenprozesse aus dem 16. Jahrhundert. In: Beiträge zur Kulturgeschichte / Ergänzungshefte zur Zeitschrift für Kulturgeschichte (Weimar), H. 2 (1898), S. 9–13.
- Stadtbibliothek Frankfurt am Main, Katalog der neueren Bestände. Knauer, Frankfurt am Main 1908–1911.
- Katalog der Abteilung Frankfurt. Zwei Bände. Knauer, Frankfurt am Main 1914/1929.
- Ein Frankfurter Theater-Programm vom Jahre 1668. In: Festgabe für Friedrich Clemens Ebrard zur Vollendung seines 70. Lebensjahres am 26. Juni 1920. Baer, Frankfurt/M. 1920, S. 117–127.
- (Bearb.): Johann Heinrich Pestalozzi. Gedächtnisausstellung; veranstaltet von der Stadtbibliothek, dem Schulmuseum und anderen Instituten im Auftrage des Arbeitsausschusses für die Frankfurter Pestalozzifeier. Stadtbibliothek Frankfurt am Main 1927.
- (mit Wilhelm Nikolay): Aus der Pestalozzistadt Frankfurt a. M. Limburger Vereinsdruckerei, Frankfurt/M. 1929.
- Verzeichnis der seit 1914 neu erschienenen Frankfurter Literatur. In: Archiv für Frankfurts Geschichte und Kunst, Bd. 4 (1929), H. 2, S. 220–256.
- Frankfurter Goethe-Erinnerungen. Zum Goethe-Jahr 1932. Stempel, Frankfurt/M. 1932.
- Zeitungen, Zeitschriften, Bibliotheken und Leseinstitute. In: Heinrich Voelcker (Hrsg.): Die Stadt Goethes. Frankfurt am Main im 18. Jahrhundert. Hauserpresse, Frankfurt/M. 1932, S. 247–272.
- Salzburger Emigranten in Frankfurt am Main. In: Archiv für Sippenforschung, Bd. 14 (1937), S. 196–200, 232–234 u. 268–272.

Festschrift
- Frankfurter Beiträge, Arthur Richel gewidmet. Hauserpresse, Frankfurt am Main 1933.